# 戈爾德貝格山脈

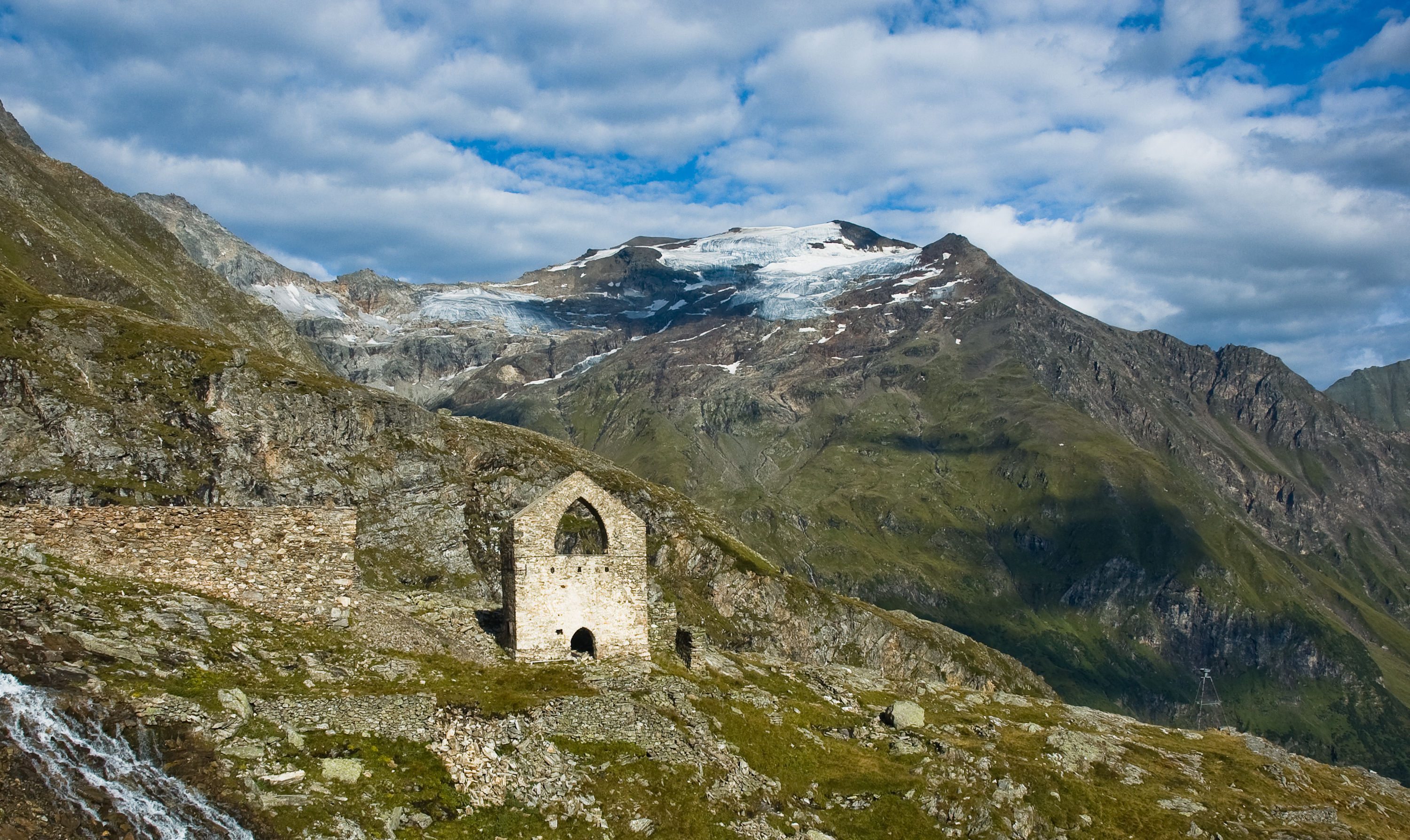

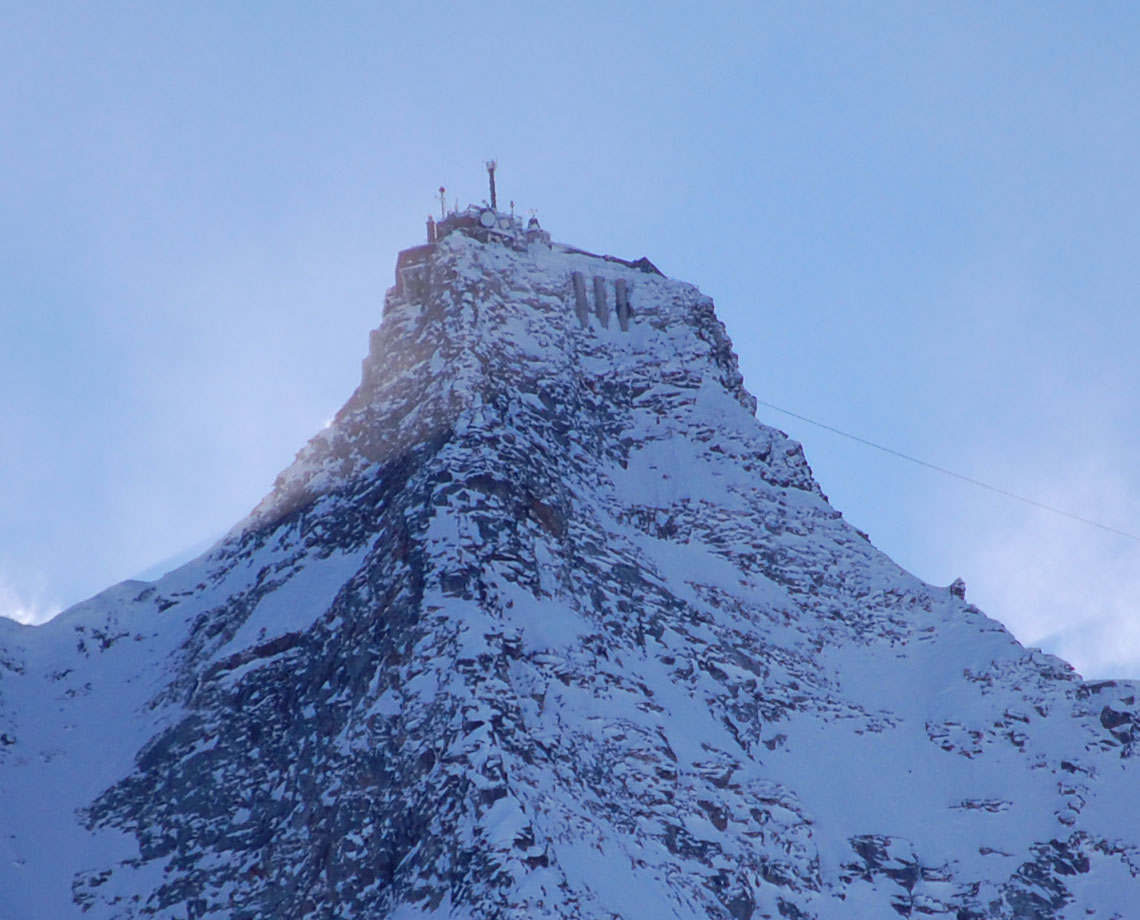

戈爾德貝格山脈是奧地利的山脈，屬於中阿爾卑斯山脈的一部分，橫跨克恩頓州和薩爾茨堡州，南面是克羅伊茨埃克山脈，最高點海拔高度3,254米，